# 스트렐라 (로켓)
스트렐라(러시아어: Стрела, 영어: Strela, 화살)는 러시아의 우주발사체이다. 소련의 UR-100NU를 개조한 것이다. 2003년 12월 5일에 최초로 발사되었다.

## 로콧
스트렐라도 로콧처럼 UR-100을 상업용으로 개조한 것이다. 그러나, 로콧은 기존의 2단 ICBM 위에 3단 로켓을 추가했으나, 스트렐라는 거의 개조가 없어 2단 ICBM을 그대로 사용한다. 또한 로콧은 지하 사일로의 ICBM을 꺼내 지상 발사대에서 발사하나, 스트렐라는 지하 사일로에서 그대로 발사한다.

## 같이 보기
- 로콧
- 나로호